# Merton Hodge
Merton Hodge est un dramaturge néo-zélandais né le 28 mars 1903 et décédé le 9 octobre 1958 par suicide.

## Pièces sélectives
- The Wind and the rain, 1933.
- Grief goes over, 1935.
- The Orchard walls, 1937.
- Once there was music, 1942.